# 馬斯科伊 (加利福尼亞州)
馬斯科伊（英語：Muscoy）是位於美國加利福尼亞州聖貝納迪諾縣的一個人口普查指定地區。

## 地理
馬斯科伊的座標為34°09′15″N 117°20′39″W / 34.15417°N 117.34417°W，而該地最高點為海拔高度423米（即1388英尺）。

## 人口
根據2010年美國人口普查的數據，馬斯科伊的面積為8.150平方千米，當中陸地面積為8.140平方千米，而水域面積為0.010平方千米。當地共有人口10644人，而人口密度為每平方千米1,306人。